# Seznam estonskih dirigentov
Seznam estonskih dirigentov.

## A
- Evald Aav (1900–1939)

## E
- Olari Elts (1971)
- Gustav Ernesaks (1908–1993)

## H
- Miina Härma (1864–1941)

## J
- Adam Jakobson (1817–1857)
- Johann Voldemar Jannsen (1819–1890)
- Kristjan Järvi (1972–)
- Neeme Järvi (1937–)
- Paavo Järvi (1962–)
- Risto Joost (1980–)

## K
- Tõnu Kaljuste (1953–)
- Eri Klas (1939–)

## V
- Tuudur Vettik (1898–1982)